# آرتسانو
آرتسانو (به ایتالیایی: Arzano) یک کومونه در ایتالیا است که در استان ناپل واقع شده‌است.

## خصوصیات
آرتسانو ۴٫۶۸ کیلومترمربع مساحت و ۳۷٬۹۹۴ نفر جمعیت دارد و ۷۴ متر بالاتر از سطح دریا واقع شده‌است.

## خواهرخوانده
شهرهای Cléguer و آرتسانو خواهرخوانده‌های آرتسانو هستند.